# 本多道重
本多 道重 （ほんだ みちしげ、寛永21年（1644年）- 宝永4年（1707年）） は、福井藩家老。
父は本多重方。祖父は本多成重。正室は公家竹屋光長の娘。子は本多成広。通称左兵衛、図書、作太夫。

## 生涯
寛永21年（1644年）福井藩家老本多重方の子として越前に生まれる。寛文5年（1665年）藩主松平光通に召し出され、家老として仕える。延宝4年（1676年）8月藩主松平綱昌の家督相続の御礼言上の際に、将軍徳川家綱に拝謁。延宝7年（1679年）父重方の隠居により家督を相続。貞享3年（1686年）福井藩が所領を半知の25万石に削減されたことにより、道重の知行も1975石となる。元禄元年（1689年）孝顕寺において藩祖松平秀康廟の造営を行う。元禄6年（1694年）家老を辞職。元禄8年（1695年）本家の丸岡藩主本多重益が改易となる。宝永4年（1707年）死去。享年64。家督は嫡男成広が相続した。